# 阿南市立羽ノ浦中学校
阿南市立羽ノ浦中学校（あなんしりつ はのうらちゅうがっこう）は、徳島県阿南市羽ノ浦町宮倉沢田にある公立中学校。

## 概要
- 阿南市羽ノ浦地区の唯一の中学校である。
- 2015年12月18日、校内マラソン大会を実施した[1]。
- 「3分前行動」、「10分前登校」、「洗心」を実施している。「3分前行動」は、授業開始3分前に生徒自らが授業の準備に取り掛かることである。「10分前登校」は、朝、自習を行うために始業時間10分前に登校することである。「洗心」は、清掃時間に生徒が無言で自分の心を磨くことを念頭に清掃作業をすることである[2]。

## 著名な出身者
- 森山暁生（プロ野球選手）

## 歴史

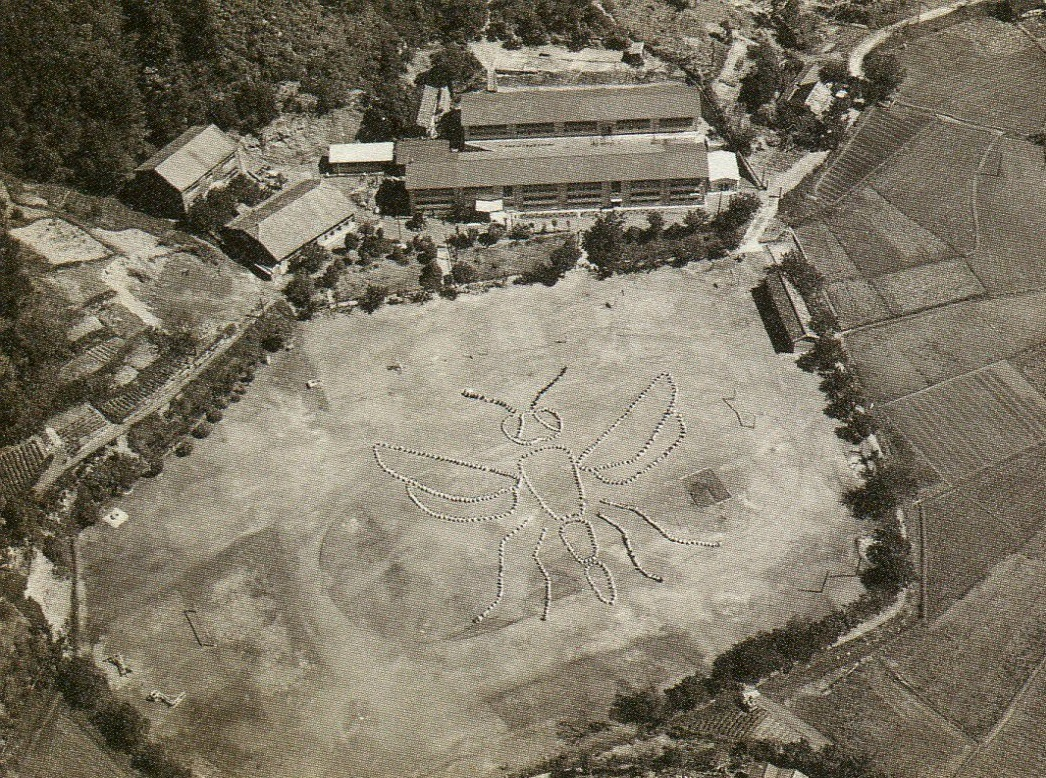
1960年当時の本校の様子

- 1947年（昭和22年）4月1日 - 学制改革により、羽ノ浦町立羽ノ浦中学校として開校する。[3]
- 1961年（昭和36年）4月20日 - 体育館が完成する。[3][4]
- 1979年（昭和54年）1月31日 - 新校舎の一部が完成する。[3]
- 1983年（昭和58年）1月 - 新校舎が完全に完成する。[3][4]
- 2006年（平成18年）3月20日 - 市町村合併より、阿南市立羽ノ浦中学校と改称する。[4]
- 2009年（平成21年）11月30日 - 校舎耐震工事終了。

## 校歌
- 作詞: 澤潟久孝
- 作曲: 石桁真禮生

## 校訓
- 至誠
- 明朗

## 教育方針
校訓である至誠、明朗に重きを置いた教育方針である。

## 学校行事
※月ごとの学校行事、特色を記載して下さい。
| - 4月 - 5月 - 6月 | - 7月 - 8月 - 9月 | - 10月 - 11月 - 12月 | - 1月 - 2月 - 3月 |

## 部活動
- 運動系部活動
  - 剣道部
  - 男子テニス部
  - 女子テニス部
  - 女子バドミントン部
  - 野球部
  - 男子バスケットボール部
  - 女子バスケットボール部
  - バレー部
  - サッカ-部
  - 陸上部
- 文化系部活動
  - コンピューター部
  - 茶道部
  - マンドリン部[5]
  - 美術部

## 通学区域
- 阿南市
  - 羽ノ浦町中庄
  - 羽ノ浦町宮倉
  - 羽ノ浦町春日野
  - 羽ノ浦町西春日野
  - 羽ノ浦町古庄
  - 羽ノ浦町岩脇
  - 羽ノ浦町明見
  - 羽ノ浦町古毛

## 進学前小学校
- 阿南市立羽ノ浦小学校
- 阿南市立岩脇小学校

## 校区内の主な施設
- 阿南市立羽ノ浦図書館

## 交通
最寄駅
- JR牟岐線羽ノ浦駅

最寄バス停
- 徳島バス阿南共栄病院前バス停、羽ノ浦中学校口バス停

## 通学区域が隣接する学校
- 阿南市立那賀川中学校
- 阿南市立阿南第一中学校
- 小松島市立小松島南中学校